# Jerzy Semkow
Jerzy Semkow (12 de octubre de 1928 - 23 de diciembre de 2014) fue un director de orquesta polaco.

## Biografía
Jerzy Semkow adquirió fama internacional, tanto en ópera como en concierto. Sus mentores en dirección fueron Erich Kleiber, Bruno Walter y Tullio Serafin. Su actividad como director de orquesta comenzó en 1954 en Leningrado (hoy San Petersburgo) junto a Yevgeny Mravinsky, uno de los más grandes directores de orquesta del siglo XX, del que fue asistente y estrecho colaborador hasta 1956. Entre 1958 y 1959 fue sucesivamente director artístico y director permanente del Teatro Nacional de la Ópera de Varsovia y en 1959 se convirtió en director principal de la Ópera Nacional de Varsovia. Entre 1966 y 1976 dirigió la Ópera Real Danesa y la Orquesta Real Danesa en Copenhague, así como la Orquesta de la  RAI en Roma. Durante la segunda mitad de la década de los 70, fue director musical de la Sinfónica de San Luis en Estados Unidos y posteriormente director titular de la Filarmónica de Rochester (1985–89). Como director invitado también ha actuado en la Ópera de La Scala de Milán, los teatros de ópera de Roma, Florencia, Venecia (La Fenice), Ginebra, Londres (Covent Garden) y el Teatro Bolshoi de Moscú.
Realizó varias producciones operísticas, particularmente del repertorio de Mozart, para el Festival Internacional de Aix-en-Provence. Como director invitado, dirigió las orquestas sinfónicas más importantes de Europa: Berlín, Roma, Nápoles, Milán, Londres, Ginebra (Orquesta de la Suisse Romande), París (Orquesta nacional de Francia, Orquesta de París, Ensemble orquestal de París ), Lyon, Estrasburgo (especialmente en los ciclos de Brahms, con conciertos también en el Concertgebouw de Ámsterdam), Montecarlo, Montpellier o Varsovia, es España dirigió a la 
Orquesta Sinfónica de Bilbao. En Norteamérica dirigió las orquestas de Nueva York, Chicago, Boston, Cleveland, Detroit, Rochester, Washington, Pittsburgh y Minneapolis. 

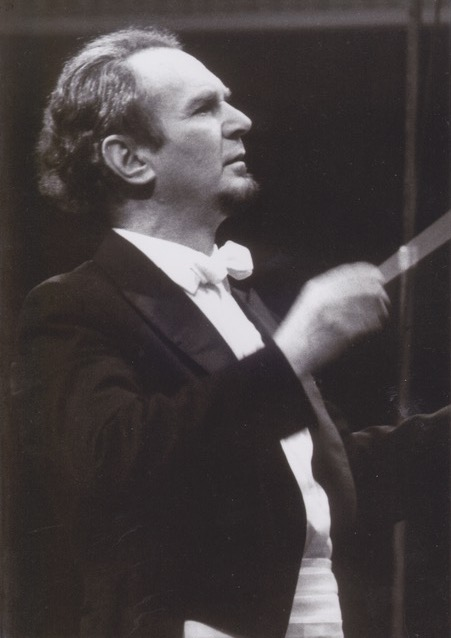

Parte de las actividades de Jerzy Semkow estuvo dirigida a los jóvenes, tanto a través de la dirección de conciertos como a través de conferencias y clases magistrales, principalmente en Estados Unidos (Yale University, Manhattan School of Music). También realizó numerosas grabaciones discográficas, en particular para Columbia Records y His Master's Voice. Su grabación de Boris Godunov en versión original (con Martti Talvela en el papel principal) fue objeto de grandes distinciones, al igual que las obras de Beethoven grabadas con la orquesta y los coros de Saint-Louis. Entre sus grabaciones más célebres también destacan las sinfonías completas de Schumann, la de las sinfonías de Brahms, varias sinfonías de Beethoven, Chaikovski y Scriabin, la grabación del Príncipe Igor por Borodin (con Boris Christoff en el papel principal) y, en el ciclo de las composiciones más importantes de Karol Szymanowski, el de su 3 y 4 sinfonía. Jerzy Semkow obtuvo un disco de oro por sus interpretaciones de las sinfonías de Mozart.
En sus últimos años, la actividad artística de Jerzy Semkow se centró en las grandes obras de la música sacra. Con motivo del 150 aniversario de la muerte de Chopin dirigió el Réquiem de Mozart durante un gran concierto conmemorativo ofrecido en Eurovisión en la Iglesia de la Madeleine de París. Dirigió también a la Orquesta Nacional de Francia y el Coro de Radio-Francia, con la Misa en do mayor de Beethoven, así como la Misa en do menor de Mozart en la Catedral de Notre-Dame de París bajo los auspicios del Festival de Música Sacra de París.
Aunque nació en Polonia, Jerzy Semkow, era ciudadano francés. Fue Caballero de las Artes y las Letras, Oficial y luego Comendador, Doctor Honoris Causa de la Academia de Música Frederic Chopin de Varsovia (2005) y de la Academia de Música de Lodz (2013). También fue condecorado con la Orden de Oro polaca Gloria Artis.
Semkow falleció en Lutry (Suiza), el 23 de diciembre de 2014.

## Fundación Jerzy Semkow
En octubre de 2017, su esposa, Colette Semkow Brasey, creó una fundación en Sion (Suiza) con el objetivo de promover la música clásica en el espíritu que animaba al director. Incluye en esta promoción el apoyo a la formación musical en Polonia y la Suiza francófona, así como la organización de eventos que permitan al público en general familiarizarse con la música clásica.